# Gürses, Çınar
Gürses là một xã thuộc huyện Çınar, tỉnh Diyarbakır, Thổ Nhĩ Kỳ.